# Kawthoolei
Kawthoolei és el nom tradicional del país habitat per la nació Karen, i el nom de l'efímera república que els karen de Myanmar, revoltats el gener de 1949, van proclamar el 14 de juny de 1949 a Tungo, a la Vall de Sittang.
La república va estar en estat de guerra constant contra les forces del govern de Myanmar que van ocupar la capital el 19 de març de 1950. La capital fou traslladada a Papun, ocupada per les forces birmanes el 27 de març de 1955. Amb aquest fet es pot donar per finalitzada l'existència de la república, ja que després d'aquesta data els territoris que controla són muntanyosos o selvàtics i poc poblats. Tot i així, la república de Kawthoolei no ha estat mai formalment dissolta.